# Hilaira glacialis
Hilaira glacialis là một loài nhện trong họ Linyphiidae.
Loài này thuộc chi Hilaira. Hilaira glacialis được Tord Tamerlan Teodor Thorell miêu tả năm 1871.